# Ah Q zheng zhuan
Ah Q zheng zhuan (阿Q正傳 : 英漢對照) è un film del 1958 diretto da Yang'an Yuan.